# Vedran Morović
Vedran Morović (Zadar, 1. srpnja 1983.) hrvatski je profesionalni košarkaš. Igra na poziciji razigravača, a trenutačno je član košarkaškog kluba Zadar.

## Karijera
Karijeru je započeo 2000. godine u Zadru gdje je ostao dvije sezone, potom slijedi Olney Central JC, SAD u sezoni 2002./03. te Ludwigsburg, Njemačka u sezoni 2003./04. nakon čega se vraća u Hrvatsku gdje igra jednu sezonu za Cibonu (sezona 2004./05.). Potom opet odlazi u inozemstvo, ovaj put u Sloveniju također na jednu sezonu gdje igra za Union Olimpiju iz Ljubljane, te se potom vraća u Cibonu na tri sezone 2006./07., 2007./08. i 2008./09., te trenutačno igra u Zadru.